# Флоский ярус
| система                                                                          | отдел           | ярус         | Ниж. граница, млн лет |
| -------------------------------------------------------------------------------- | --------------- | ------------ | --------------------- |
| Силур                                                                            | Лландоверийский | Рудданский   | 443,1 ±0,9            |
| Ордовик                                                                          | Верхний         | Хирнантский  | 445,2 ±0,9            |
| Ордовик                                                                          | Верхний         | Катийский    | 452,8 ±0,7            |
| Ордовик                                                                          | Верхний         | Сандбийский  | 458,2 ±0,7            |
| Ордовик                                                                          | Средний         | Дарривилский | 469,4 ±0,9            |
| Ордовик                                                                          | Средний         | Дапинский    | 471,3 ±1,4            |
| Ордовик                                                                          | Нижний          | Флоский      | 477,1 ±1,2            |
| Ордовик                                                                          | Нижний          | Тремадокский | 486,85 ±1,5           |
| Кембрий                                                                          | Фуронгский      | Ярус 10      | больше                |
| Деление и золотые гвозди в соответствии с IUGS по состоянию на декабрь 2024 года |                 |              |                       |

Флоский ярус (фло) (англ. Floian Stage) — второй ярус нижнего отдела ордовикской системы. Охватывает породы, сформировавшиеся во флоский век ордовикского периода, около 477,1 — 471,3 миллионов лет назад (всего около 6 миллионов лет). Располагается над тремадокским ярусом нижнего ордовика и под дапинским ярусом среднего ордовика.
Нижняя граница определяется по уровню первого появления (FAD) граптолита Tetragraptus approximatus.

## История и наименование
Основание яруса ратифицировано Международной комиссией по стратиграфии (ICS) в 2002 году. Флоский ярус назван в честь деревни Фло в Вестергётланде, Швеция. В 2004 году шведско-американский авторский состав предложил для этого яруса английское название Floan, однако ICS приняла Floian в качестве официального названия.

## Глобальный стратотип
Глобальный стратотип (GSSP) флоского яруса установлен в нижней части Tøyen Shale в карьере Диабазброттет (58°21′32″ с. ш. 12°30′09″ в. д.), который является обнажением стратиграфической сукцессии с преобладанием сланцев. Нижняя граница яруса определяется по первому появлению Tetragraptus approximatus на высоте около 2,1 м над кембрийскими отложениями. Радиометрическое датирование позволяет определить возраст тремадокско-флоской границы в 477,1 ±1,2 миллионов лет.
Верхняя граница (основание дапинского яруса) определяется по первому появлению конодонта Baltoniodus triangularis в глобальном стратотипе в разрезе Хуанхуачан, провинция Хубэй, Китай.

## Региональные аналоги
Частичными аналогами флоского яруса в Балтоскандии являются Hunneberg и следующий над ним ярус Billingen. На Сибирской платформе флоскому ярусу соответствует угорский ярус.

## Основные события флоского века
Глобальное трансгрессивное событие Биллинген произошло в начале флоского века. Его вероятными признаками считаются чёрные граптолитовые аргиллиты Горного Алтая, а также конгломераты и гравелиты Салаира, Россия.

## Органический мир
Найденные во флоских отложениях Ньюфаундленда кораллоподобные окаменелости Reptamsassia divergens и Reptamsassia minuta являются древнейшим примером симбиотического срастания родственных видов, что позволяет судить об уровне развития рифовых экосистем раннего ордовика.
В течение флоского века конодонты Serratognathus, Prioniodus и Oepikodus были распространены в Казахстане, Корее, Китае, Индокитае и Австралазии. Два вида Paroistodus известны из флоских отложений Балтоскандии и Южного Китая.
Несколько тысяч химически изолированных граптолитовых образцов, включая роды Baltograptus и Pseudophyllograptus, собраны из флоских отложений Скаттунгбина в провинции Даларна, центральная Швеция. Представленные в основном молодью и единичными сикулами, эти граптолиты обитали преимущественно в мелководной среде.
Трилобиты родов Tsaidamaspis, Zhiyia и Liexiaspis найдены во флоской части формации Дуокюаньшань (англ. Duoquanshan Formation) на северо-западе Китая.
Falloaster anquiroisitus — представитель Asterozoa (группа иглокожих) с неясным систематическим положением — известен из флоской формации Гарден-Сити в Айдахо, США.